# Cléber Santana
Cléber Santana Loureiro (* 27. Juni 1981 in Olinda (PE); † 28. November 2016 bei La Unión, Antioquia, Kolumbien) war ein brasilianischer Fußballspieler. Ursprünglich von Sport Recife, wo er seine ersten Titel gewann, spielte er auch in Japan und Spanien. Nachdem er zwischenzeitlich unter anderem auch für den FC Santos und den FC São Paulo aufgelaufen war, wechselte er 2012 zum CR Flamengo in Rio de Janeiro.

## Karriere
Cléber Santana stammte aus der Jugend von Sport Recife, für dessen erste Mannschaft er von 2001 bis 2003 auch spielte. Weitere Stationen waren EC Vitória, das japanische Team von Kashiwa Reysol und der brasilianische Topclub FC Santos. In seiner Karriere gelang es ihm, vier regionale Meisterschaften und einen Nachwuchspokal in seiner brasilianischen Heimat zu gewinnen, ein landesweiter Titel war ihm jedoch nicht vergönnt.
Im Sommer 2007 transferierte er zu Atlético Madrid. Zur Saison 2008/09 wurde er an den RCD Mallorca verliehen. 2010 kehrte er nach Brasilien zurück und spielte dort zunächst für den FC São Paulo. 2011 war er an Athletico Paranaense und den Erstligaabsteiger Avaí FC verliehen. Mit Avaí, wo er zum Publikumsliebling avancierte, gewann er sogleich die Staatsmeisterschaft von Santa Catarina. Mitte September 2012 wechselte er zum abstiegsgefährdeten CR Flamengo, wo er sich in seinem ersten Spiel am 23. September gegen Atlético Goianiense mit einem Tor in der brasilianischen Série A zurückmeldete.
Santana starb beim Absturz des LaMia-Fluges 2933 am 28. November 2016. Am 2. Dezember 2016 erklärte der südamerikanische Fußballverband Conmebol den Klub posthum zum Sieger der Copa Sudamericana 2016.

## Erfolge
Sport Recife
- Copa do Nordeste: 2000
- Staatsmeisterschaft von Pernambuco: 2000, 2003

Vitória
- Staatsmeisterschaft von Bahia: 2004

Santos
- Staatsmeisterschaft von São Paulo: 2006, 2007

Avaí
- Staatsmeisterschaft von Santa Catarina: 2012

Flamengo
- Copa do Brasil: 2013

Chapecoense
- Staatsmeisterschaft von Santa Catarina: 2016
- Copa Sudamericana: 2016